# Pristimantis andinognomus
Pristimantis andinognomus là một loài động vật lưỡng cư trong họ Strabomantidae, thuộc bộ Anura. Loài này được Lehr & Coloma mô tả khoa học đầu tiên năm 2008.